# A Treasure
A Treasure es un álbum en directo del músico canadiense Neil Young, publicado por la compañía discográfica Reprise Records el 14 de junio de 2011. El álbum incluye canciones interpretadas durante las giras norteamericanas de 1984 y 1985 con el grupo International Harvesters, seis de ellas inéditas. El álbum es el noveno volumen en orden cronológico de los Archives Performance Series, que recopila grabaciones inéditas en directo del músico, y el sexto en publicarse hasta la fecha.

## Historia
El álbum es el resultado de una gira tras la grabación de lo que posteriormente Neil llamó su primer Old Ways, un disco de country que su sello discográfico en la época, Geffen Records, rechazó por su escaso interés comercial. La grabación de Old Ways coincidió con una década en la que Young comenzó a tocar música de diferentes géneros musicales, sin el respaldo de su habitual banda, Crazy Horse, y dejando de lado su habitual estilo musical. La banda de apoyo durante la gira, apodada «International Harvesters», estuvo formada por músicos profesionales de country procedentes de Nashville, algunos de los cuales participaron en la grabación del álbum Everybody's Rockin' bajo el nombre de «The Shocking Pinks». 
Según el propio Neil, el título del álbum es un homenaje a Ben Keith, guitarrista que trabajó con Young hasta su fallecimiento un año antes: «No había escuchado estos temas en veinticinco años, pero cuando los desenterramos, Ben dijo: "Esto es un tesoro"».

## Recepción
Tras su lanzamiento, A Treasure obtuvo generalmente buenas reseñas de la prensa musical, con una media ponderada de 80 sobre 100 en la web Metacritic, basada en 16 reseñas. Según Stephen Thomas Erlewine de Allmusic: «Las canciones inéditas son todas de primer nivel, pero lo que es realmente notable sobre A Treasure es que ofrece un documento convincente de lo buenos que eran los International Harvesters, lo cual, a su vez, tiene sentido en un turbio periodo para Neil Young». Jaan Uhelszki de American Songwriter escribió: «A Treasure está llena de pequeñas revelaciones, profundamente personales sin ser confesionales, atractivas sin tratar de serlo, y reveladoras por sus pequeñas observaciones y su infrecuente visión de detalles ordinarios». Andy Greene, de la revista Rolling Stone, comentó: «"Andy Jean" es un precioso homenaje a su hija recién nacida, mientras que "Grey Riders" es una épica perdida que sugiere a Crazy Horse con una infusión de acento. Los viejos temas también resplandecen: "Flying on the Ground Is Wrong" suena como si fuera de Flying Burrito Brothers en lugar de Buffalo Springfield».
A nivel comercial, A Treasure alcanzó el puesto 29 en la lista estadounidense Billboard 200 y el 38 en la lista británica UK Albums Chart. En Canadá, el álbum alcanzó el puesto 18 en la lista Canadian Albums Chart.

## Lista de canciones
Todas las canciones escritas y compuestas por Neil Young excepto donde se anota. 
| N.º | Título                            | Escritor(es)               | Duración |  |
| 1.  | «Amber Jean»                      |                            | 3:17     |  |
| 2.  | «Are You Ready for the Country»   |                            | 3:39     |  |
| 3.  | «It Might Have Been»              | Ronnie Green, Harriet Kane | 2:43     |  |
| 4.  | «Bound For Glory»                 |                            | 5:59     |  |
| 5.  | «Let Your Fingers Do the Walking» |                            | 3:03     |  |
| 6.  | «Flying on the Ground Is Wrong»   |                            | 4:48     |  |
| 7.  | «Motor City»                      |                            | 3:22     |  |
| 8.  | «Soul of a Woman»                 |                            | 4:28     |  |
| 9.  | «Get Back for the Country»        |                            | 2:31     |  |
| 10. | «Southern Pacific»                |                            | 7:53     |  |
| 11. | «Nothing is Perfect»              |                            | 5:02     |  |
| 12. | «Grey Riders»                     |                            | 5:58     |  |

## Personal
| Músicos - Neil Young: voz y guitarra. - Ben «Long Grain» Keith: pedal steel guitar, lap steel y coros. - Anthony Crawford: guitarra, banjo y coros. - Rufus Thibodeaux: violín - Spooner Oldham: piano - Tim Drummond: bajo - Karl T. Himmel: batería - Hargus "Pig" Robbins: piano en «Southern Pacific», «Nothing is Perfect» y «Grey Riders». - Joe Allen: bajo en «Southern Pacific», «Nothing is Perfect» y «Grey Riders». - Matraca Berg & Tracy Nelson: coros «Nothing is Perfect». | Equipo técnico - Tim Mulligan: grabación, mezcla y masterización. - Terry Farris: mezcla de «Amber Jean». - Jeff Peterson: mezcla de «It Might Have Been». |

## Posición en listas
| País              | Lista                      | Posición |
| ----------------- | -------------------------- | -------- |
| Alemania          | Media Control Top-50 Chart | 28       |
| Austria           | Ö3 Austria Top 40          | 39       |
| Bélgica (Flandes) | Ultratop 200 Albums        | 39       |
| Bélgica (Valonia) | Ultratop 200 Albums        | 89       |
| Canadá            | Canadian Albums Chart      | 18       |
| Dinamarca         | Danish Chart               | 21       |
| España            | Promusicae                 | 43       |
| Estados Unidos    | Billboard 200              | 29       |
| Estados Unidos    | Top Rock Albums            | 7        |
| Francia           | SNEP Albums Chart          | 116      |
| Noruega           | VG-lista Albums Chart      | 9        |
| Nueva Zelanda     | New Zealand Music Chart    | 37       |
| Reino Unido       | UK Albums Chart            | 38       |
| Países Bajos      | Mega Album Tol 100         | 22       |
| Suecia            | Albums Top 60              | 19       |